# ذو القعدة
- السبت
- الأحد
- الاثنين
- الثلاثاء
- الأربعاء
- الخميس
- الجمعة

- 2826 أبريل 2025
- 2927 أبريل 2025
- 3028 أبريل 2025
- 129 أبريل 2025
- 230 أبريل 2025
- 31 مايو 2025
- 42 مايو 2025
- 53 مايو 2025
- 64 مايو 2025
- 75 مايو 2025
- 86 مايو 2025
- 97 مايو 2025
- 108 مايو 2025
- 119 مايو 2025
- 1210 مايو 2025
- 1311 مايو 2025
- 1412 مايو 2025
- 1513 مايو 2025
- 1614 مايو 2025
- 1715 مايو 2025
- 1816 مايو 2025
- 1917 مايو 2025
- 2018 مايو 2025
- 2119 مايو 2025
- 2220 مايو 2025
- 2321 مايو 2025
- 2422 مايو 2025
- 2523 مايو 2025
- 2624 مايو 2025
- 2725 مايو 2025
- 2826 مايو 2025
- 2927 مايو 2025
- 128 مايو 2025
- 229 مايو 2025
- 330 مايو 2025

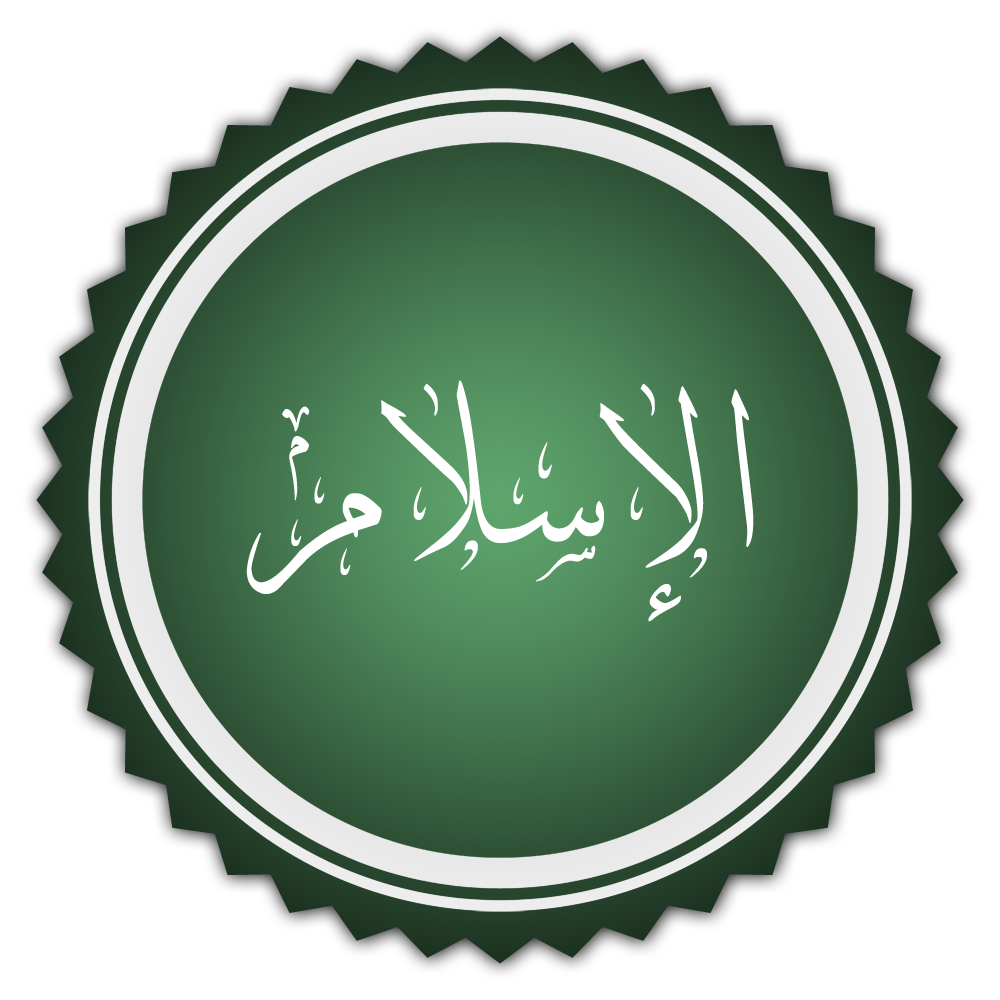

ذُو القَعْدَةِ هو الشهر الحادي عشر من السنة القمرية (أو التقويم الهجري)، وهو الشهر الذي يسبق الحج. وهو أول الأشهر الحرم المذكورة في القرآن الكريم. يعتقد أن أصل التسمية تقوم على فكرة القعود عن الحرب. يقول البيروني: « ... وذي القعدة للزومهم منازلهم». ويقول : «ثم ذو القعدة لما قيل فيه اقعدوا أو كفوا عن القتال». وفي اللسان : « ... وقيل سمي بذلك لقعودهم في رحالهم عن الغزو والميرة وطلب الكلأ». وجاء في المصباح المنير، عند تفسيره أسماء الأشهر الإسلامية «وذو القعدة لما ذللوا القعدان...» والقعدان جمع قعود وهو ابن الجمل. وأما في السريانية فإنه يفيد الركوع وحني الركب. فيكون قد سمي ذا القعدة استعدادا للحج، أو لأنه كان في الجاهلية شهرا مقدسا محرما لا يحل فيه القتال، ويُذكر أن بعض العرب كان يسميه هُواع ووَرْنَة.

## أحداث
- 1 - مولد فاطمة بنت موسى الكاظم بنت الإمام موسى بن جعفر الكاظم الإمام السابع عند الشيعة الإثنا عشرية، (173 هجري)
- 6 - يوم تقدير عن أحمد بن موسي ابن الإمام موسى بن جعفر الكاظم الإمام السابع عند الشيعة الإثنا عشرية
- 11 - مولد الإمام علي بن موسى الرضا الإمام الثامن عند الشيعة الإثنا عشرية (148 هجري)
- 29 - استشهاد الإمام محمد بن علي الجواد، الإمام التاسع عند الشيعة الإثنا عشرية (220 هجري)